# Selongey
Selongey település Franciaországban, Côte-d’Or megyében. Lakosainak száma 2394 fő (2022. január 1.). Selongey Le Val-d’Esnoms, Échevannes, Til-Châtel, Villey-sur-Tille, Orville, Véronnes, Boussenois, Chazeuil, Crécey-sur-Tille, Foncegrive, Marey-sur-Tille, Vernois-lès-Vesvres, Occey, Rivière-les-Fosses és Le Montsaugeonnais községekkel határos.

## Népesség
A település népessége az elmúlt években az alábbi módon változott:
| Lakosok száma | 2102 | 2519 | 2386 | 2267 | 2438 | 2424 | 2403 | 2407 | 2392 | 2394 |
|               | 1968 | 1982 | 1990 | 2006 | 2013 | 2015 | 2017 | 2019 | 2020 | 2022 |